# Sisyrinchium pusillum
Sisyrinchium pusillum là một loài thực vật có hoa trong họ Diên vĩ. Loài này được Kunth miêu tả khoa học đầu tiên năm 1816.